# Vlag van Bophuthatswana

Vlag van Bophuthatswana (1973–1994)

De vlag van Bophuthatswana werd op 19 april 1973 officieel goedgekeurd. Het blauw symboliseert de oneindigheid van de hemel en het streven naar vooruitgang en ontwikkeling. De oranje balk verwijst naar het gouden pad dat het Tswana volk moet volgen om deze ontwikkeling tot bloei te brengen. Het gezicht van de luipaard staat symbool voor de autoriteit die nodig is om het volk te leiden naar de ontwikkeling van hun potentieel. Luipaarden zijn traditionele symbolen van autoriteit voor het Tswana volk.
Op 27 april 1994 werd Bophuthatswana, samen met de negen andere thuislanden, herenigd met Zuid-Afrika. Hiermee verviel de vlag.

## Verwante afbeeldingen

Het wapen van Bophuthatswana